# Актёр Йоллер
«Актёр Йоллер» (эст.: Näitleja Joller) — советский телефильм 1960 года, снятый на киностудии «Таллинфильм» режиссёром Вирве Аруоя.
Первый художественный телефильм эстонского телевидения и один из ранних телефильмов телевидения СССР.
В главной роли — Вольдемар Пансо, фильм снят по его же одноимённому рассказу написанному им под псевдонимом Оснап в 1954 году, рассказ был премирован на конкурсе новелл, в 1956 году вышел в переводе на русский язык.

## Сюжет
О судьбе актёра, талантливого, но зазнавшегося, спившегося и потерявшего дорогу в жизни и искусстве. Только после тяжелых испытаний, выпавших на его долю, он сумел вернуться к творчеству.
Тоомас Йоллер был актером в течение двадцати лет, был популярен и получил почетное звание Народного артиста. Но постепенно его популярность начинает угасать. Он не хочет признавать этого, становится эгоистичным и эгоцентричным, его игра становится поверхностной. Внутреннее выгорание актёра требует «бушующей воды» — Йоллер и его друг комик Рутс часто прибегают к алкоголю. В театре возникают проблемы и противоречия. Директор театра, после очередного срыва постановки из-за пьянства Йоллера, увольняет его.
Увольнение возвращает Йоллера «на землю», он навещает бывшего актёра старика Августа, от которого слышит слова поддержки. В поиске работы Йоллер знакомится с землекопом, вместе с которым в течение месяца работает на рытье траншей на торфяном болоте. Затем Йоллер едет в совхоз к своей сестре, где работает учителем в местном классе актерского мастерства. Вскоре он получает телеграмму с приглашением вернуться в театр, директор которого узнал он «выздоровлении» Йоллера, и Йоллер обещает вернуться в театр, когда выпустит свой класс.

## В ролях
- Волдемар Пансо — Тоомас Йоллер
- Юри Ярвет — Рутс Плутус
- Линда Руммо — Майя
- Эстер Паюсоо — Сырье
- Франц Малмстен — Эрпс
- Кулно Сювалеп — Мытлик
- Аксел Орав — Тагамаа
- Рудольф Нууде — Йоханнес
- Рутс Бауман — старый Аугуст
- Эви Рауэр — сестра Тоомаса Йоллера
- Калью Караск — трубочист
- Тынис Каск — директор театра
- Каарел Тоом — коллега по театру
- Инна Таара — коллега по театру
- Григорий Кроманов — коллега по театру
- Эри Клас — музыкант
- Эндел Пярн — посетитель в ресторане

## Показ
На эстонском телевидении транслировался 26 августа 1960 года, затем фильм был дублирован на русский язык на Киностудии имени М. Горького и показан на московском канале 19 марта 1962 года.

## Фестивали и награды
На Всесоюзном телевизионном фестивале (Москва, 1960) за создание телефильма дипломами I степени награждены: режиссёр Вирве Аруоя, оператор Антон Муут и актёр Юри Ярвет.